# Konstantin Leonidowitsch Chrabzow
Konstantin Leonidowitsch Chrabzow (russisch Константин Леонидович Храбцов; * 27. Mai 1958 in Moskau) ist ein ehemaliger sowjetischer Radrennfahrer und Weltmeister im Radsport.

## Sportliche Laufbahn
Chrabzow war Bahnradsportler und auch im Straßenradsport aktiv. 1982 gewann er gemeinsam mit Waleri Mowtschan, Sergei Nikitenko und Alexander Krasnow die Goldmedaille in der Mannschaftsverfolgung bei den UCI-Bahn-Weltmeisterschaften. 1987 gewann er beim Sieg von Martin Vinnicombe die Bronzemedaille im 1000-Meter-Zeitfahren bei den UCI-Bahn-Weltmeisterschaften. 1981 holte er den Meistertitel der Sowjetunion im 1000-Meter-Zeitfahren. 1980, 1983, 1984, 1986 und 1989 wurde er Vize-Meister in dieser Disziplin. In der Meisterschaft in der Mannschaftsverfolgung gewann er 1982 den sowjetischen Titel. 1983 wurde er Vize-Meister.
Mit Sergei Kopylow siegte er 1980 in der Meisterschaft im Tandemrennen.
Von 1989 bis 1995 fuhr er als Berufsfahrer. 1991 siegte er im Sechstagerennen von Moskau mit Marat Ganejew als Partner. Das Sechstagerennen von Antwerpen gewann er mit Etienne De Wilde 1993.